# Leptogenys khammouanensis
Leptogenys khammouanensis is een mierensoort uit de onderfamilie van de Ponerinae. De wetenschappelijke naam van de soort is voor het eerst geldig gepubliceerd in 2003 door Roncin & Deharveng.